# Успение Богородично (Хърлец)
„Успение Богородично“ е православен храм в оряховското село Хърлец, България, част от Врачанската епархия на Българската патриаршия.

## История
Църквата е завършена в 1884 година. Зографията на храма е дело на дебърския майстор Велко Илиев, което е отбелязано на плоча, монтирана на западната стена.
В 1995 година е направена вътрешна реконструкция на храма. Възстановена е иконописта по стените в наоса и изцяло е ремонтирано олтарното пространство. Възстановяването на зографията е дарение от студенти от Художествена академия в София.